# Burg (Hautes-Pyrénées)
Burg ist eine französische Gemeinde mit 278 Einwohnern (Stand 1. Januar 2022) im Département Hautes-Pyrénées in der Region Okzitanien (vor 2016: Midi-Pyrénées). Sie gehört zum Arrondissement Tarbes und zum Kanton La Vallée de l’Arros et des Baïses.
Die Einwohner werden Burgais und Burgaises genannt.

## Geographie
Burg liegt an der Baïse, neun Kilometer nördlich von Lannemezan in der historischen Grafschaft Bigorre.
Umgeben wird Burg von den sieben Nachbargemeinden:
| Bernadets-Dessus     | Montastruc                                  |             |
| Tournay              | Kompassrose, die auf Nachbargemeinden zeigt | Castelbajac |
| Ozon Castéra-Lanusse | Bégole                                      |             |

## Einwohnerentwicklung

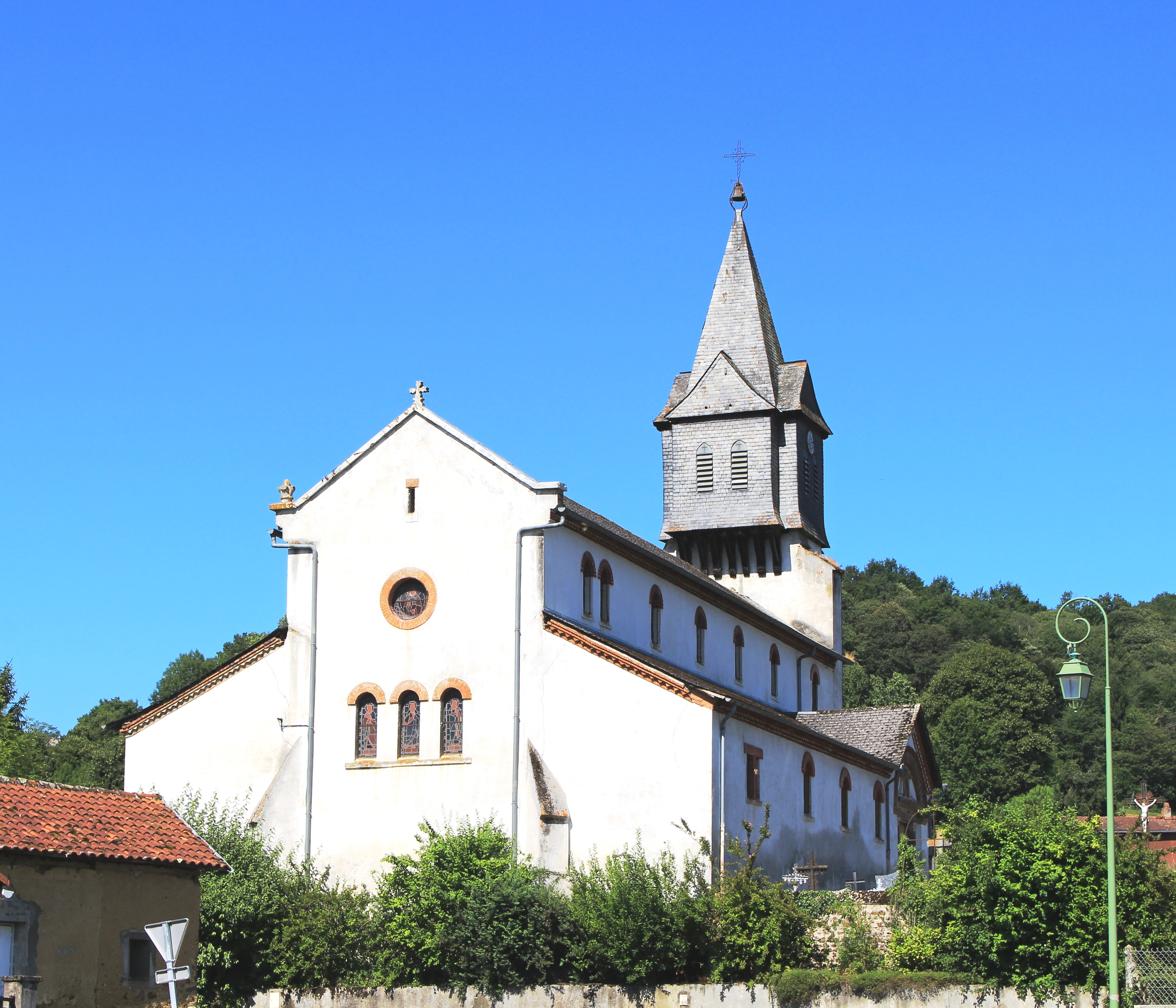
Pfarrkirche Saint-Laurent

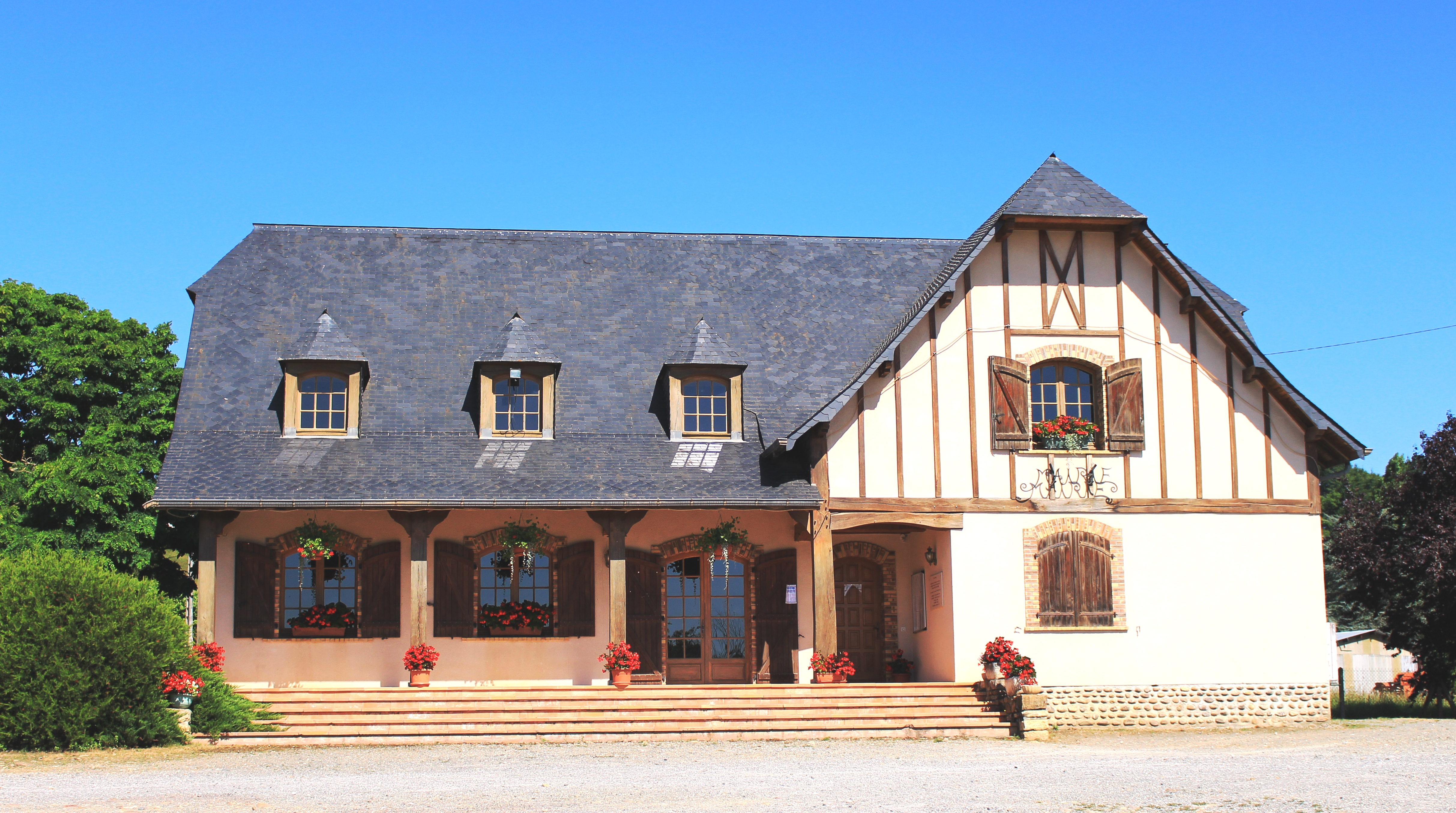
Mairie (Rathaus) von Burg

Nach Beginn der Aufzeichnungen stieg die Einwohnerzahl bis zur Mitte des 19. Jahrhunderts auf einen Höchststand von rund 710. In der Folgezeit sank die Größe der Gemeinde bei kurzen Erholungsphasen bis zur ersten Dekade des 21. Jahrhunderts auf 265 Einwohner, bevor eine moderate Wachstumsphase einsetzte.
| Jahr      | 1962 | 1968 | 1975 | 1982 | 1990 | 1999 | 2006 | 2011 | 2022 |
| --------- | ---- | ---- | ---- | ---- | ---- | ---- | ---- | ---- | ---- |
| Einwohner | 369  | 323  | 286  | 297  | 294  | 267  | 265  | 269  | 278  |

## Sehenswürdigkeiten
- Pfarrkirche Saint-Laurent

## Wirtschaft und Infrastruktur
Burg liegt in den Zonen AOC der Schweinerasse Porc noir de Bigorre und des Schinkens Jambon noir de Bigorre.

### Bildung
Die Gemeinde verfügt über eine öffentliche Grundschule mit 16 Schülerinnen und Schülern im Schuljahr 2019/2020.

### Verkehr
Burg ist erreichbar über die Routes départementales 11, 28, 41 und 136.